# Tomasz Krystofiak
Tomasz Krystofiak – polski leśnik, doktor habilitowany nauk rolniczych, profesor na Uniwersytecie Przyrodniczym w Poznaniu, specjalista od drzewnictwa.

## Kariera naukowa
W 1994 roku na Uniwersytecie Przyrodniczym w Poznaniu uzyskał tytuł magistra inżyniera. W tym samym roku został zatrudniony na tejże uczelni, a w 2002 roku uzyskał na jej Wydziale Technologii Drewna stopień doktora nauk rolniczych w zakresie drzewnictwa na podstawie rozprawy pt. Badania nad zastosowaniem środków proadhezyjnych do klejenia wybranych materiałów w przemyśle drzewnym, której promotorem był Stanisław Proszyk. W 2019 roku ta sama uczelnia nadała mu stopień doktora habilitowanego nauk rolniczych w dyscyplinie nauk leśnych na podstawie pracy pt. Charakterystyka powierzchni modyfikowanego termo-mechanicznie drewna jako podłoża do lakierowania.